# Росан (Северна Дакота)
Росан (енгл. Rawson) град је у америчкој савезној држави Северна Дакота.

## Демографија
По попису из 2000. године број становника је 6.
| Група             | 2000.      | 2010.    |
| Белци             | 6 (100,0%) | 0 (0,0%) |
| Афроамериканци    | 0 (0,0%)   | 0 (0,0%) |
| Азијати           | 0 (0,0%)   | 0 (0,0%) |
| Хиспаноамериканци | 0 (0,0%)   | 0 (0,0%) |
| Укупно            | 6          | 0        |